# Just a Little Bit of Tony Sheridan
Just a Little Bit of Tony Sheridan (englisch Nur ein Bisschen von Tony Sheridan) ist das zweite Album des britischen Musikers Tony Sheridan, die Produktionsleitung erfolgte von Paul Murphy im Februar 1964 in Hamburg. Das Album erschien wahrscheinlich im April 1964 in Deutschland.

## Entstehung
Tony Sheridan wurde als Musiker zwischen Mai 1961 und Juni 1963 von Bert Kaempfert produziert. Neben dem Sheridan-Album My Bonnie produzierte Kaempfert auch die Lieder des Albums The Beatles’ First mit Sheridan und den Beatles sowie vier separate Singles und eine EP von Sheridan, von denen allerdings vier Lieder für das erwähnte Album The Beatles’ First verwendet wurden. Die Veröffentlichungen erfolgten jeweils unter der Gruppenbezeichnung Tony Sheridan and the Beat Brothers, obwohl jeweils unterschiedliche Musiker an den Aufnahmen beteiligt waren.
Ende 1963 brauchte Tony Sheridan einen neuen Produzenten und er suchte eine neue Begleitband für seine Schallplattenaufnahmen und fragte die Gruppe Bobby Patrick Big Six, die wie Sheridan in den Hamburger Clubs, wie dem Star-Club, 1962/63 spielten. John Wiggins, der Keyboarder der Gruppe, sagte dazu: „Von 1964 bis 1967 spielten wir ausschließlich mit Sheridan. Jede Platte mit Sheridan waren wir. [Aber] wir hatten Verträge mit verschiedenen Plattenfirmen, so dass wir manchmal nicht unseren eigenen Namen verwenden konnten. Die Beatles zum Beispiel haben Sheridan auf neun oder zehn Titeln [Anmerkung: laut Dokumentation waren es sechs], unterstützt und wurden aus dem gleichen Grund The Beat Brothers genannt. Aus den Big Six wurden die Beat Brothers und viele Leute denken, wir seien die Beatles, was wir nicht waren. Wir haben den gleichen Namen verwendet.“
Die Aufnahmen zum Album erfolgten am 18. Februar 1964 im Polydor Studio/Studio Hamburg, Gebäude M2, Rahlau 128, Hamburg-Tonndorf, nun unter der neuen Produktionsleitung von Peter Murphy. Ob noch weitere Overdub-Aufnahmen erfolgten ist nicht dokumentiert.
Tony Sheridan und Bobby Patrick Big Six spielten ausschließlich Coverversionen für das Album ein. Sweet Georgia Brown nahm Sheridan zum dritten Mal auf, die erste Version (Aufnahme am 21. Dezember 1961) erschien auf seinem erwähnten Debütalbum, die zweite Aufnahme mit den Beatles (Aufnahme am 7. Juni 1962) sollte auf dem Album The Beatles’ First veröffentlicht werden. Ebenfalls wurde eine Neuaufnahme von Skinny Minny eingespielt, die Erstaufnahme erschien auch auf seinem ersten Album unter dem Originaltitel Skinny Minnie. Drei Lieder stammen aus dem Repertoire von Ray Charles, die Eigenkompositionen Mary Ann und I Got a Woman sowie die Fremdkomposition von Titus Turner Get On the Right Track, Baby. Will You Still Love Me Tomorrow von den Shirelles und Save the Last Dance for Me von den Drifters waren 1960 Nummer-eins-Hits in den USA. Weitere Lieder waren Standards oder Hits aus den 1950er Jahren: Unchained Melody, Kansas City, Jambalaya und das erwähnte Skinny Minny.
In Deutschland wurde das Album Just a Little Bit of Tony Sheridan wahrscheinlich im April 1964, kurz vor dem Album The Beatles’ First (Katalognummer: Polydor 46432), veröffentlicht. Das Album wurde in einer Mono- (Katalognummer: Polydor 46429) und in einer Stereoversion (Katalognummer: Polydor 237 629) veröffentlicht. Das Album platzierte sich nicht in den deutschen Albencharts.
Als Interpret wurde auf dem Label Tony Sheridan and the Beat Brothers aufgeführt. Bobby Patrick Big Six wurden, wohl aus rechtlichen Gründen, nicht erwähnt. Erst ab 1965 lautete die Interpretenbezeichnung bei neuveröffentlichten Singles Tony Sheridan & the Big Six.

## Singleveröffentlichungen

Sweet Georgia Brown als B-Seite (Katalognummer: Polydor 52 324 NH)

Aus dem Album wurden zwei Singles ausgekoppelt.
- Als erste Single wurde im April 1964 Skinny Minny mit Sweet Georgia Brown als B-Seite (Katalognummer: Polydor 52 324 NH) veröffentlicht[6] und erreichte Platz 3 in der deutschen Hitparade. Es sollte der größte Charterfolg von Tony Sheridan bleiben.[7]
- Die zweite Single Jambalaya / Will You Still Love Me Tomorrow erschien im Oktober 1964[8] und konnte sich nicht in den Charts platzieren.
- Ein weiteres Lied des Albums My Babe wurde für die B-Seite der Single Do-Re-Mi verwendet, die im Februar 1965 veröffentlicht wurde.[9]

## Wiederveröffentlichungen
- 1974 erschien The Beatles’ First als Doppel-Vinyl-Album. Es enthält die Lieder der Alben The Beatles’ First und Just a Little Bit of Tony Sheridan.[10]
- Das Album Just a Little Bit of Tony Sheridan wurde 1974 unter dem Titel My Babe mit neuer Covergestaltung wiederveröffentlicht.[11]
- Eine weitere Wiederveröffentlichung erfolgte 1987 als Vinyl-[12] und CD-[13] Version.

## Titelliste
Seite 1
1. Just a Little Bit (McCorkle/Moore/McKinney) – 2:22
2. Kansas City (Jerry Leiber/Mike Stoller) – 2:38
3. Save the Last Dance for Me (Doc Pomus/Mort Shuman) – 2:42
4. Unchained Melody (Alex North/Hy Zaret) – 3:46
5. Get On the Right Track, Baby (Titus Turner) – 1:57
6. You'd Better Move On (Arthur Alexander) – 2:44
7. Skinny Minny (Bill Haley/Rusty Keefer/Milt Gabler/Catherine Cafra) – 3:56

Seite 2
1. Jambalaya (Hank Williams) – 2:41
2. Mary Ann (Ray Charles) – 3:10
3. Will You Still Love Me Tomorrow (Gerry Goffin/Carole King) – 3:00
4. My Babe (Willie Dixon) – 3:32
5. Sweet Georgia Brown (Ben Bernie/Maceo Pinkard/Kenneth Casey) – 2:12
6. I Got a Woman (Ray Charles) – 6:34